# 不丹足球協會
不丹足球協會是專門管轄不丹足球事務的組織。該組織成立於1983年，並在1993年加入亞洲足球總會，2000年，該協會加入國際足球總會，同年加入南亞足球總會。

## 外部連結
- 國際足協網頁（页面存档备份，存于）
- 亞洲足協網頁